# Titularbistum Maillezais
Maillezais ist ein Titularbistum der römisch-katholischen Kirche.
Es geht zurück auf einen Bischofssitz in der Stadt Maillezais, die sich in der französischen Region Pays de la Loire befindet. Das Bistum Maillezais war dem Erzbistum Rennes als Suffraganbistum unterstellt.
| Titularbischöfe von Maillezais |                   |                                      |                  |                  |
| Nr.                            | Name              | Amt                                  | von              | bis              |
| 1                              | Antoine Hérouard  | Weihbischof in Lille (Frankreich)    | 22. Februar 2017 | 11. Februar 2022 |
| 2                              | Jean-Pierre Batut | Weihbischof in Toulouse (Frankreich) | 26. Juni 2023    |                  |